# Nexperia
Nexperia ist ein weltweiter Anbieter von diskreten Bauelementen, Logikbausteinen und MOSFETs. Das Unternehmen ist eine ausgegliederte Einheit von NXP Semiconductors, die im Sommer 2016 an ein chinesisches Konsortium verkauft wurde. 2019 wurde das Unternehmen, das seit Anfang 2017 eigenständig firmierte, vom chinesische Unternehmen Wingtech Technology mehrheitlich übernommen. Der Hauptsitz befindet sich in Nijmegen in den Niederlanden.

## Geschichte
Im Jahr 2006 wurde von Philips der Halbleiterbereich Philips Semiconductors als NXP Semiconductors ausgegliedert.
Die Produktsparte Standard Products wurde 2016 für 2,75 Mrd. US$ an ein chinesisches Konsortium von Finanzinvestoren verkauft.
Seit 2017 firmiert das Unternehmen eigenständig.
Im Oktober 2018 gab das chinesische Unternehmen Wingtech Technology bekannt, die Mehrheit an Nexperia übernehmen zu wollen. Die Übernahme wurde Ende 2019 abgeschlossen.
Im November 2023 hat Nexperia eine Partnerschaft mit Mitsubishi Electric bekannt gegeben. Über diese Kooperation sollen Bauteile mit Siliziumkarbid-Halbleitern in das Portfolio aufgenommen werden.

## Fabriken
Nexperia beliefert Unternehmen (vorwiegend Automotive und Consumer) und beschäftigt mehr als 15.000 Mitarbeiter in Asien, Europa und den USA.  Darüber hinaus betreibt Nexperia fünf eigene Fabriken:
- Hamburg: Wafer-Fab Bipolar-Produkte
- Manchester (England): Wafer Fab Power-MOSFET-Produkte
- Guangdong (China): Assembly und Test
- Seremban (Malaysia): Assembly und Test
- Cabuyao (Philippinen): Assembly und Test

Nexperia hielt vor 2021 bereits 14 % der Anteile einer Fab in Newport (Wales) und hatte diese 2021 komplett übernommen. Auf Druck der britischen Regierung musste die Fab 2023 wieder verkauft werden. Da Nexperia über das Mutterunternehmen Wingtech zumindest teilweise in chinesischem Staatsbesitz ist, widersprach die britische Regierung der Übernahme.

## Produkte
Nexperias Produktpalette umfasst eigenen Angaben zufolge rund 15.000 Halbleiterbauelemente mit einer Jahresproduktion von über 100 Milliarden Stück. Das Unternehmen bezeichnet sich selbst als weltweit führend in der Herstellung von Dioden, Transistoren und ESD-Schutzelementen. 